# Itapebi
Itapebi is een gemeente in de Braziliaanse deelstaat Bahia. De gemeente telt 12.003 inwoners (schatting 2009).

## Aangrenzende gemeenten
De gemeente grenst aan Eunápolis en Itagimirim.